# Batu Keramat
Batu Keramat is een bestuurslaag in het regentschap Tanggamus van de provincie Lampung, Indonesië. Batu Keramat telt 1162 inwoners (volkstelling 2010).